# 大越慎一
大越 慎一（おおこし しんいち、1965年10月10日 - ）は日本の化学者。東京大学大学院理学系研究科化学専攻教授。東京大学SPRING GX事業統括。東京大学 総長特任補佐 (副学長待遇)。東京大学大学院理学系研究科長・理学部長。専門分野は化学、物性化学、磁気化学、光化学、錯体化学。研究室の初代教授はうま味発見で知られる池田菊苗博士。

## 研究
イプシロン酸化鉄、光相転移物質、分子磁性体、蓄熱マテリアルなどの研究で世界的に知られている。磁性金属錯体を用いて、光誘起スピンクロスオーバー磁性体、キラル光磁石の光スイッチング、熱で磁極が二回反転する磁性体、湿度応答磁性体、電場誘起相転移現象、光誘起磁極反転、超イオン伝導体の光スイッチングなどを開発し、物質化学分野において世界的に顕著な業績を挙げてきた。また、2004年には磁性フェライト史上最大の保磁力と世界最高周波数のミリ波吸収を示すイプシロン酸化鉄（ε-Fe2O3）を見出した。ε-Fe2O3は、 英国立科学博物館（サイエンス・ミュージアム・ロンドン）にも展示された。現在、薄膜ミリ波吸収体材料やεナノ酸化鉄が商品化されている。2010年には光によって金属状態と半導体状態を行き来する化合物（ラムダ型五酸化三チタン、λ-Ti3O5）の開発に成功した。2015年、長期蓄熱セラミックスを発見して注目を浴びている。また、2020年には、超イオン伝導の光スイッチングを世界で初めて観測した。同年、新規磁気記録方式として、ミリ波を用いた集光型ミリ波アシスト磁気記録（F-MIMR）方式を提案している。2023年、世界最高の冷却温度を示す圧力誘起の固体冷媒を発見した。2024年、2025年に光メモリ材料の結晶変化 超高速モニタリングに成功している
。

これらの顕著な研究成果は、英BBC、仏AFP通信、英Economistなどでも報道されている。

研究室の初代教授は、うま味を発明した池田菊苗博士(化学第一講座(当時), 1896年-1923年) 二代目教授は、日本においてコロイド化学を興した鮫島実三郎博士 (化学第一講座(当時), 1923年-1951年)。

JST SPRING事業の東京大学　グリーントランスフォーメーション（GX）を先導する高度人材育成（SPRING GX）の事業統括を務めており、東京大学全分野の1,315名の博士後期課程学生の支援を行っている。

## 経歴
- 1989年 - 上智大学理工学部卒
- 1991年 -上智大学大学院理工学研究科博士前期課程修了
- 1995年 - 東北大学大学院理学研究科博士課程修了
- 1995年 - 財団法人神奈川科学技術アカデミー研究員
- 1997年 - 東京大学先端科学技術研究センター助手
- 2000年 - 同講師
- 2003年 - 同助教授
- 2004年 - 東京大学大学院工学系研究科応用化学専攻 助教授
- 2006年 - 東京大学大学院理学系研究科化学専攻 教授

## 役職
- 2008年 - 東京大学大学院理学系研究科･研究科長補佐
- 2010年 - 東京大学大学院理学系研究科化学専攻長･理学部化学科長
- 2011年 - 東京大学大学院理学系研究科化学専攻会議長
- 2013年 - 東京大学 総長補佐
- 2013年 - 東京大学大学院理学系研究科附属スペクトル化学研究センター長
- 2017年 - 東京大学 低温センター長 (2020年 低温科学研究センターに改組)
- 2017年 - 東京大学 教育研究評議会 評議員
- 2017年 - 東京大学大学院理学系研究科 副研究科長
- 2021年 - 東京大学 総長特任補佐（大学院改革）
- 2022年 - 東京大学大学院理学系研究科化学専攻長･理学部化学科長
- 2023年 - 東京大学 総長特任補佐（副学長待遇）
- 2023年 - 東京大学 教育研究評議会 評議員
- 2023年 - 東京大学大学院理学系研究科長・理学部長

## 兼任
- 2007年 - ボルドー大学 (フランス) 客員教授
- 2008年 - パリ大学 (フランス) 客員教授
- 2009年 - ダラム大学 (イギリス) 名誉教授
- 2010年 - パラツキー大学 (チェコ共和国) 客員教授
- 2017年 - フランスCNRS国際共同研究所RIA IM-LED 所長
- 2019年 - 東京大学国際オープンイノベーション機構 蓄熱マテリアルラボ PI
- 2022年 - JST 次世代研究者挑戦的研究プログラムSPRING GX　事業統括
- 2022年 - 井上科学振興財団 理事（選考委員長）
- 2022年 - オックスフォード大学（イギリス）客員フェロー
- 2022年 - フランスCNRS国際共同研究所 IRL DYNACOM 所長
- 2023年 - オックスフォード大学（イギリス）モードリン・カレッジ名誉会員
- 2023年 - マンチェスター大学（イギリス）客員教授
- 2023年 - 日本学術会議 連携会員
- 2024年 - マンチェスター大学（イギリス）名誉教授
- 2024年 - JST 日ASEAN科学技術・イノベーション協働連携事業(NEXUS) 運営統括
- 2025年 – 旭硝子財団 理事（化学・生命分野 選考委員長）

## 受賞
- 2000年 - 日本化学会進歩賞
- 2005年 - 文部科学大臣表彰 若手科学者賞
- 2008年 - 日本学術振興会賞
- 2008年 - 日本学士院学術奨励賞
- 2009年 - 日本IBM科学賞
- 2014年 - 市村学術賞
- 2015年 - 井上学術賞
- 2017年 - 向井賞
- 2017年 - ナノテク大賞　産学連携賞
- 2018年 - フランス　レンヌ市より表彰
- 2019年 - 日本化学会賞
- 2019年 - フンボルト賞[18]
- 2024年 - 山崎貞一賞

## 主な教育・研究プロジェクト
- 2008年～2012年 - JSPS 科学研究費助成事業「若手研究(S)」
- 2010年～2015年 - JST 戦略的創造研究推進事業「CRESTプログラム」
- 2017年～2019年 - NEDO エネルギー・環境新技術先導プログラム
- 2015年～2020年 - JSPS 科学研究費助成事業「特別推進研究」
- 2020年～2021年 - NEDO エネルギー・環境新技術先導プログラム
- 2021年～現在 - JST SPRINGグリーントランスフォーメーション(GX)を先導する高度人材育成 (SPRING GX)
- 2023年～現在 -　Editorial Board, European Journal of Inorganic Chemistry (Euro. J. Inorg. Chem.)
- 2023年～現在 - JST先端的カーボンニュートラル研究開発(ALCA-Next)